# Liste der Resolutionen des UN-Sicherheitsrates
Die Liste der Resolutionen des UN-Sicherheitsrates nennt die vom Sicherheitsrat der Vereinten Nationen seit dem Jahr 1946 verabschiedeten Resolutionen. 
Die Liste ist in folgende Jahreslisten aufgeteilt:
- Liste der Resolutionen des UN-Sicherheitsrates (1946)
- Liste der Resolutionen des UN-Sicherheitsrates (1947)
- Liste der Resolutionen des UN-Sicherheitsrates (1948)
- Liste der Resolutionen des UN-Sicherheitsrates (1949)
- Liste der Resolutionen des UN-Sicherheitsrates (1950)
- Liste der Resolutionen des UN-Sicherheitsrates (1951)
- Liste der Resolutionen des UN-Sicherheitsrates (1952)
- Liste der Resolutionen des UN-Sicherheitsrates (1953)
- Liste der Resolutionen des UN-Sicherheitsrates (1954)
- Liste der Resolutionen des UN-Sicherheitsrates (1955)
- Liste der Resolutionen des UN-Sicherheitsrates (1956)
- Liste der Resolutionen des UN-Sicherheitsrates (1957)
- Liste der Resolutionen des UN-Sicherheitsrates (1958)
- Liste der Resolutionen des UN-Sicherheitsrates (1959)
- Liste der Resolutionen des UN-Sicherheitsrates (1960)
- Liste der Resolutionen des UN-Sicherheitsrates (1961)
- Liste der Resolutionen des UN-Sicherheitsrates (1962)
- Liste der Resolutionen des UN-Sicherheitsrates (1963)
- Liste der Resolutionen des UN-Sicherheitsrates (1964)
- Liste der Resolutionen des UN-Sicherheitsrates (1965)
- Liste der Resolutionen des UN-Sicherheitsrates (1966)
- Liste der Resolutionen des UN-Sicherheitsrates (1967)
- Liste der Resolutionen des UN-Sicherheitsrates (1968)
- Liste der Resolutionen des UN-Sicherheitsrates (1969)
- Liste der Resolutionen des UN-Sicherheitsrates (1970)
- Liste der Resolutionen des UN-Sicherheitsrates (1971)
- Liste der Resolutionen des UN-Sicherheitsrates (1972)
- Liste der Resolutionen des UN-Sicherheitsrates (1973)
- Liste der Resolutionen des UN-Sicherheitsrates (1974)
- Liste der Resolutionen des UN-Sicherheitsrates (1975)
- Liste der Resolutionen des UN-Sicherheitsrates (1976)
- Liste der Resolutionen des UN-Sicherheitsrates (1977)
- Liste der Resolutionen des UN-Sicherheitsrates (1978)
- Liste der Resolutionen des UN-Sicherheitsrates (1979)
- Liste der Resolutionen des UN-Sicherheitsrates (1980)
- Liste der Resolutionen des UN-Sicherheitsrates (1981)
- Liste der Resolutionen des UN-Sicherheitsrates (1982)
- Liste der Resolutionen des UN-Sicherheitsrates (1983)
- Liste der Resolutionen des UN-Sicherheitsrates (1984)
- Liste der Resolutionen des UN-Sicherheitsrates (1985)
- Liste der Resolutionen des UN-Sicherheitsrates (1986)
- Liste der Resolutionen des UN-Sicherheitsrates (1987)
- Liste der Resolutionen des UN-Sicherheitsrates (1988)
- Liste der Resolutionen des UN-Sicherheitsrates (1989)
- Liste der Resolutionen des UN-Sicherheitsrates (1990)
- Liste der Resolutionen des UN-Sicherheitsrates (1991)
- Liste der Resolutionen des UN-Sicherheitsrates (1992)
- Liste der Resolutionen des UN-Sicherheitsrates (1993)
- Liste der Resolutionen des UN-Sicherheitsrates (1994)
- Liste der Resolutionen des UN-Sicherheitsrates (1995)
- Liste der Resolutionen des UN-Sicherheitsrates (1996)
- Liste der Resolutionen des UN-Sicherheitsrates (1997)
- Liste der Resolutionen des UN-Sicherheitsrates (1998)
- Liste der Resolutionen des UN-Sicherheitsrates (1999)
- Liste der Resolutionen des UN-Sicherheitsrates (2000)
- Liste der Resolutionen des UN-Sicherheitsrates (2001)
- Liste der Resolutionen des UN-Sicherheitsrates (2002)
- Liste der Resolutionen des UN-Sicherheitsrates (2003)
- Liste der Resolutionen des UN-Sicherheitsrates (2004)
- Liste der Resolutionen des UN-Sicherheitsrates (2005)
- Liste der Resolutionen des UN-Sicherheitsrates (2006)
- Liste der Resolutionen des UN-Sicherheitsrates (2007)
- Liste der Resolutionen des UN-Sicherheitsrates (2008)
- Liste der Resolutionen des UN-Sicherheitsrates (2009)
- Liste der Resolutionen des UN-Sicherheitsrates (2010)
- Liste der Resolutionen des UN-Sicherheitsrates (2011)
- Liste der Resolutionen des UN-Sicherheitsrates (2012)
- Liste der Resolutionen des UN-Sicherheitsrates (2013)
- Liste der Resolutionen des UN-Sicherheitsrates (2014)
- Liste der Resolutionen des UN-Sicherheitsrates (2015)
- Liste der Resolutionen des UN-Sicherheitsrates (2016)
- Liste der Resolutionen des UN-Sicherheitsrates (2017)
- Liste der Resolutionen des UN-Sicherheitsrates (2018)
- Liste der Resolutionen des UN-Sicherheitsrates (2019)
- Liste der Resolutionen des UN-Sicherheitsrates (2020)
- Liste der Resolutionen des UN-Sicherheitsrates (2021)
- Liste der Resolutionen des UN-Sicherheitsrates (2022)
- Liste der Resolutionen des UN-Sicherheitsrates (2023)
- Liste der Resolutionen des UN-Sicherheitsrates (2024)
- Liste der Resolutionen des UN-Sicherheitsrates (2025)